# Oleg Tsarjov
Oleg Anatoljevitj Tsarjov (ryska: Олег Анатольевич Царёв, ukrainska: Олеґ Анатолійович Царьов, Oleh Anatoijovytj Tsarov), född 2 juni 1970 i Dnepropetrovsk, Ukrainska SSR, Sovjetunionen, var en ukrainsk politiker, parlamentsledamot och kandidat i presidentvalet 2014. Tsarjov var medlem i det tidigare regeringspartiet Regionernas parti, men han blev som två andra självständiga kandidater, Serhij Tihipko och Jurij Bojko, utesluten ur partiet 7 april 2014.
I ukrainska medier har Tsarjov sagt att han vill leda de grupper i östra Ukraina som kämpar mot interimsregering i Kiev.
Under valkampen överfölls Tsarjov flera gångar; 9 april blev han slagen i Mykolajiv av aktivister från Högra sektorn, i samband med ett besök på det lokala sjukhuset där han var för att besöka demonstranter som skadats i sammandrabbningar med anhängare till de nya ukrainska myndigheterna. Andra gången var då en ”aggressiv, beväpnad grupp” överföll honom utanför en tv-studio i Kiev 14 april efter en rundresa i sydöstra Ukraina. Han hade varit med i det direktsända tv-programmet "Svoboda Slova" på kanalen ICTV och blev allvarligt misshandlad utanför tv-studion och hans tillstånd är nu allvarligt. Samtidigt har åklagarmyndigheten i Kiev inlett en brottsundersökning mot Tsarjov för misstanke om brott mot artikel 110 i den ukrainska strafflagstiftningen ("kränkning av Ukrainas territoriella integritet"). Åklagarmyndigheten som leds av Oleh Machnitskyj ha uttalat att Tsarjov i sina tal uppmanat till separatism. I själva verket representerar han dem som önskar ökad autonomi för östra Ukraina. Om brottsutredningen leder till en dom mot Tsarjov kan den centrala valkommissionen beröva honom status som presidentkandidat.